# G-HARD
『G-HARD』（ジハード）は原作史村翔・漫画所十三による漫画作品。『週刊少年マガジン』（講談社）誌上において1998年から1999年までに連載された。
タイトル名の表記は『G・HARD』、『GHARD』、『スーパーバイオレンスロマン GHARD』など諸説あるが、ここではより一般的な『G-HARD』に統一する。
本作品は"章"と呼ばれる1つのストーリーが1～数話で完結し、また新たな"章"が始まるという方式を採っている。

## あらすじ
20世紀末、日本では都内を中心に、治安の悪化が激しく進行。そこではもはや警察力は通用しなくなっていた。そんな無法地帯に投入され、任務を遂行する特殊治安回復部隊『ゴースト』、通称Gが元・首相、根来要造の元、極秘裏に創設される。
だが特殊治安回復部隊との名目は嘘も甚だしく、その実体は戸籍上「死亡した」孤児を引き取り、幼い頃から「生きた殺戮兵器」として育て上げ、根来の意のままに動く完全なテロリスト集団であった。また、欲にまみれた根来はこれを政敵の暗殺や外交交渉の手段として私腹を肥やすために徹底的に利用。『ゴースト』は完全に根来の私兵となっていた。
しかしある日、『ゴースト』内部で反乱が勃発。一部の隊員が大量の武器弾薬と資金を持って施設を脱走。主人公・シンもこの時組織を抜ける。
身分を偽り、孤児の保護施設で静かに暮らしていたシンだったが、事件からほぼ1年が過ぎた頃、ある事件に巻き込まれる。その事件を期に、シンは『ゴースト』に復隊。そしてさらに、『ゴースト』は、本来の使命を――根来の私兵から弱者を救う『ゴット』――へと取り戻しつつあった。

## 『ゴースト（G)』とは
「内閣機密室」に属する別班であり、警察や自衛隊をも動かせる程の超法規的な組織である。ここに属するメンバーは「Gナンバー」（「メンバー」ではない）と呼ばれ、固有の番号とコードネームが与えられる。上述の通り、孤児を引き取り戸籍上は死亡したとし、夜間に厳寒の季節に素手で山岳部の崖を登らされるなど小児の頃から極めて厳しい非人間的とも言える訓練と教育を重ね、通常知られている特殊部隊を遥かに凌ぐ能力を身に付けさせられる。これは女の子と言えども例外ではない。さらに一人一人に合わせた肉体強化プログラムにより、食事や栄養や様々な薬物を与えられて極めて頑健な肉体に作り上げられる。
世界中ほとんどの言語を話し、戦闘機はじめ各種の航空機や潜水艦に至るまでの操縦技術、各種の工作機械の操作、コンピューターおよびネットワーク技術など、通常の軍事技術だけでなく現代のほぼあらゆる技を身に付けている。
組織自体が超法規的であり、さらにGナンバー達は戸籍上は存在しない事になっていることもあり、かなりの超法規的な活動が行える。たとえば『タケミ』は不良少年の更生のため個人的に米軍に輸送機を依頼したり、ヤクザに追われている家族を救うために極秘配備の消音ヘリを個人的に運用したりなど、軍事・諜報活動などの本来の任務から明らかな程に外れた個人的な行動（この件について町島室長は「これがバレたら私はクビだな…」と、不安げにこぼしている）をしたりもしている。
Gナンバーの超人的な能力を現す例として、「人を殺傷するほどの威力で物体を手で投げる」というものがしばしば作品中に表れる。
- 『シン』　　頭蓋骨を貫通するほどの勢いで弾丸を投げる、リンゴを殺傷するほどの威力で投げる、万年筆を突き刺さる程の勢いで投げる。
- 『ビット』　桃を殺傷するほどの威力で投げる、フルーツディッシュに回転をつけて敵の腕を切断する程の勢いで投げる。
- 『グレイ・ドール』　木の枝を胴体を貫通するほどの勢いで投げる。
- 『ユーキ』　ツタを鞭のように操り敵の頭部に巻きつけて地面に叩きつける。
- 『タケミ』　トランプのカードを敵の喉に突き刺さる勢いで投げる、濡れたタオルを鞭のように操り不良の顔面に巻きつけ絞め落とす。

などがある。
そのほかにも、『ユーキ』は竹を曲げて勢いを付けて飛行中のヘリに飛び移ったりまたパラシュートで降下しながらの狙撃を成功させ、『タケミ』はほとんど武器のない状態から戦車一両を含む武装集団500人と交戦しうち120人を殺害し戦車を破壊するなど、まさに超人的とも言うべき能力を身に付けている。

## 登場人物
以下にあげた人物は全編を通して登場する。
G-FF7-Q7 コードネーム『シン』
本名、神岡シン。施設にいたときは山田真一という偽名を使っていた。
インターポールの捜査官であった父が追跡中のロシアンマフィアが雇った刺客に殺害されて孤児となり、Gに引き取られる（後日、その刺客はある事件を担当中のシンに射殺される）。
G内部では他の追随を許さない、トップクラスの戦闘力を持つ。だがその力を無意味に揮（ふる）ったり、他のGのメンバー（上述のように作品内では『Gナンバー』と呼称される）のように殺人を楽しむようなことはしなかった。
当初は人間としての心を失っていたが、人々とのふれあいの中で徐々にそれを取り戻していく。
第一章では、シンのトレードマークと言うべきの『アームライフル８９式改・通称D.A（デビルズ・アーム）』と呼ばれる銃を使う。この銃は89式小銃をベースに手だけで持てるように中心付近から短く切りさらに銃床を外し、その上さらにガンバレルも大口径にして装薬量も増やした試作品が数丁あるだけの特注品である。コードネーム『ザム』及び町島室長曰く、Gナンバーでも使いこなせるのはシンただ一人であり、ハンドガンとしては究極的な破壊力を持ち一般人では手首を骨折したり肩を脱臼するほどの反動があり、『グレイ・ドール』を以ってしても「使いこなしてはおらず、ただ撃つことが出来るだけだ」な程である。
梓（あずさ）
シンが身を寄せていた孤児院に住んでいたが、Gナンバー同士の抗争に巻き込まれ、内閣機密室の本部に記憶を消去させられるべく収容されていたが脱出に成功。偶然に出会った『グレイ・ドール』のもとに逃げ込み身を寄せる。ドールと共に行動し、ドールが根来を射殺し新しい方針となったGでは、「普通の教育を受け、普通の生活を送ってきた常識的な考えを持つ人間」としてGナンバーのサポートに当たることになる。
G-SF4-C09 コードネーム『ユーキ』
沖縄県民の母と米軍軍人の父のあいだに産まれた女の子であったが、父親が軍務を優先し家族を捨てたことをきっかけに5歳のときに町島に引き取られ訓練を受け、Gナンバーとなる。
当初は殺ししか知らない感情なき女の子であったが、実は『ビット』はユーキに恋心を抱いておりその愛によって少しずつ人格を癒されていた。後に沖縄の主権回復を目指す団体に偶然に邂逅し、そのメンバーの男性に恋心を抱くまでに人間性を取り戻す。『タケミ』曰く「そのヒト俺より強い」ほどGとしての実力を持つ。
G-AF6-G06 コードネーム『グレイ・ドール』
シン同様、Gを脱走後も『ビット』（脱走Gナンバーのリーダー格）とは行動を共にせず、東京の新宿で一匹狼の殺し屋をしていた。ダストタウンの市長の依頼を受け、ビットを狙撃し射殺する。根来を射殺後、新方針のGに合流する。密かに梓に恋心を抱くものの、他のGナンバーにそれを見透かされても素直に受け入れられない一面もあり、最終章まで普通の人間とGナンバーとの狭間に悩みを抱いたりもしている。
コードネーム『タケミ』　
雑誌『週刊少年マガジン』では他のGナンバー同様に紹介文と共に登録番号がつけられていたが、コミック版ではその部分は削除されているためストーリーの展開から『タケミ』というコードネームしかわからない。町島曰く「唯一シンに勝てる兵器（オトコ）」であり、『ユーキ』も国会議事堂でタケミと交戦した際に「ここまで来て相手が『タケミ』とは」と悪態を付く程の実力者である。
登場当初は極めて規律正しいまさに軍人たる様相であったが、回を重ねるごとにコミカルなキャラになってゆく。
しかしいざ任務となると、まさにGそのものの戦闘マシンと言えるほどの真剣さに戻るなど起伏の激しいところがある。
町島
内閣機密室 室長。別班たるGも統括する。存在を明かすことの出来ないGナンバーに取って代わって、社会的責任をもつ立場にある。にもかかわらずGナンバーの行動を規制する事はまずない。
女性と思しき容貌であるが、作品中ではフルネームはじめ個人情報は一切明らかにされていない。しばしばGナンバーの個人的な行動により責任に悩まされることがあり、同時に任務上においてGナンバー達が人間性を取り戻すことに不安を漏らすこともある。しかし、イザの際には自らの責任を覚悟で航空自衛隊を動かしたこともある。あくまで事務と指揮命令を出す立場であり戦闘技術はない。にもかかわらず最終章ではゴーストの結成自体そのものは決して間違いではないとの思いを持ちつつも孤児達をGナンバーにしてしまった責任の思いから、無謀ではあるが武装して単独で突撃し死亡する。
『頭竜』
東京の新宿区を拠点とするマフィアの幹部。頭部に竜の刺青があることからこう呼ばれる。グレイ･ドールとは深い関係にあり、しばしば仕事を依頼する。上述の銃『D.A』をグレイ・ドールに差し上げたのもこの頭竜である。最終章では重体で入院中のグレイ･ドールを援助し、その結果Gをめぐる戦いは決着がついた。
『ユン』上尉
「上尉」と言う階級からおそらくは北朝鮮をモデルにしたと思われる国の工作員である。Gナンバーに匹敵するほどの実力を持つ。
（参考：北朝鮮軍の階級には「中」と「大」の間に「上」と言う独特の階級が存在する。一例として下から中佐、上佐、大佐となる）
本来は日本人であったが、恋人と結婚の直前にその国の工作員に恋人と共に拉致される。
恋人は生きることを拒み、絶食によりすでに胎内に宿していたユンとの子供と共に自決を選んだ。
この件により、ユンはいつかはその国の大統領への復讐を成し遂げるため工作員となり、上尉にまで昇進する。日本国内では大使館の治外法権を利用して大使館カジノを運営していた。そのカジノの真の目的は、内閣機密室同様に孤児を見つけ工作員の候補として本国へ拉致することであった。梓はその時に拉致され、その国に乗り込んだシンたちGナンバーに救出される。
最終章では、反政府軍を興しその指揮を取る。シンたちGナンバー達は手助けをするべく日本を離れその国へ飛び立った。